# Werner Veigel
Werner Veigel (L'Aia, 9 novembre 1928 – Amburgo, 2 maggio 1995) è stato un giornalista e conduttore televisivo tedesco.

## Biografia
Nato a l'Aia (Paesi Bassi), era figlio di un commesso viaggiatore tedesco. Dopo la laurea iniziò a lavorare in un'agenzia viaggi. La sua carriera giornalistica iniziò allorché l'emittente Radio Hilversum lo assunse come speaker nel 1950. Nel febbraio 1954 si trasferì in televisione, alla NWDR, dove fu collocato a collaborare con i servizi giornalistici.
Nel 1966 Veigel debuttò alla conduzione del Tagesschau, il più seguito telegiornale della televisione tedesca. Nel 1987 succedette a Karl-Heinz Köpcke nel ruolo di capo-conduttore (Chefsprecher). Il suo stile di conduzione pacato ed uniforme lo rese molto popolare.
Presentò inoltre l'Eurovision Song Contest 1978 per l'ARD, e nel 1980 interpretò sé stesso nel film di Udo Lindenberg "Panische Zeiten".
Nel gennaio 1995, a causa del deteriorarsi delle sue condizioni di salute, Veigel si ritirò dalla conduzione e da ogni ruolo attivo nella redazione del Tagesschau. Un mese dopo, in un'intervista fece coming out, rivelando di essere omosessuale e di convivere con un altro uomo, Carlheinz Faust, dal 1955.

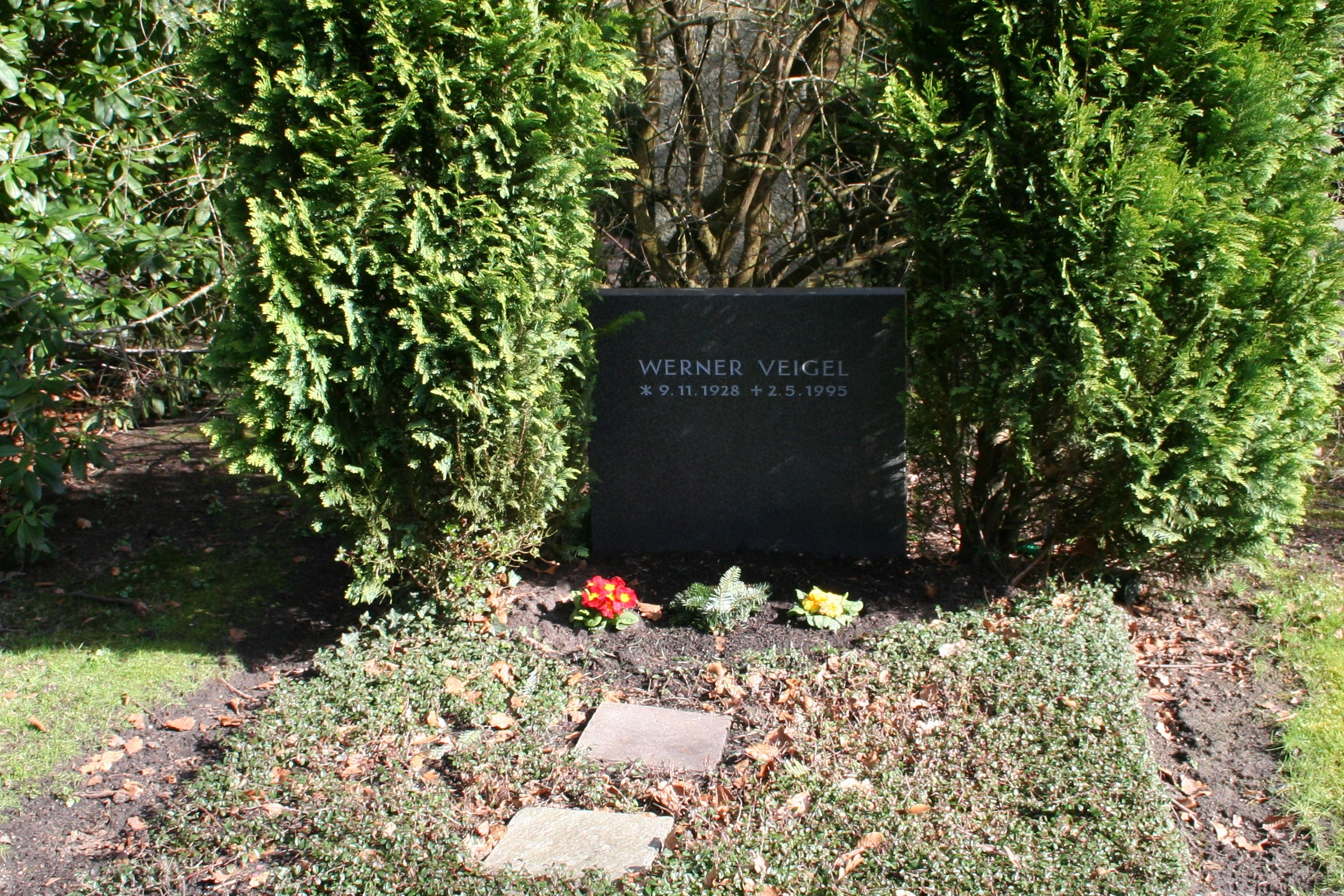
La tomba di Werner Veigel.

Veigel morì il 2 maggio 1995 a causa di un tumore al cervello. Riposa al cimitero di Ohlsdorf, ad Amburgo.